# Elektrokonstrukteur
Der Elektrokonstrukteur führt im Bereich einer Elektroinstallation Tätigkeiten als Konstrukteur aus.
Nach Zickert führt der Elektrokonstrukteur Tätigkeiten aus, wie die Entwicklung und Planung der elektrischen Anschlusstechnik zum Beispiel von Lager-Logistikzentren. Es werden Komponenten für den Einbau in Schaltschränke ausgewählt und die Anordnung in Zeichnungen dargestellt. Als Software-Werkzeug werden Programme wie EPLAN verwendet.
Es muss dabei auf die Ausführbarkeit, Montage und Funktionalität geachtet werden. Für die Montage der kompletten Hallenausrüstung sind des Weiteren Stromlauf-, Klemmpläne, Kabel- und Einzelteillisten zu erstellen.
Nicht zu vergessen sind die Notfallsysteme und die elektrischen Schutzeinrichtungen zur Sicherstellung der gültigen Sicherheitsrichtlinien. Die Abnahme und Inbetriebnahme der Gesamtanlage wird von weiteren Spezialisten unterstützt und begleitet.